# 小行星7360
小行星7360（7360 Moberg）是一颗围绕太阳公转的小行星。1996年1月30日，克拉斯-英格瓦·拉格爾科維斯特在拉西拉天文台发现了此天体。
这颗小行星的绝对星等为253.5412330066569等。